# کژانگشتی
کَژانگشتی (انگلیسی: Camptodactyly) یک وضعیت پزشکی است که باعث خمیدگی دائمی یک یا چند انگشت می‌شود. این وضعیت شامل تغییر شکل خمش ثابت مفاصل میان‌بندی نزدیک می‌شود.
کژانگشتی می‌تواند ناشی از اختلال ژنتیکی باشد. در آن صورت، این یک صفت اتوزومال چیره است که به دلیل بیان ژنتیکی ناقص پدید آمده‌است. این به این معنی است که وقتی فردی ژن‌های مربوط به آن را داشته باشد، ممکن است این بیماری در هر دو دست ظاهر شود، یکی یا هیچ‌کدام. یک اسکن پیوندی نشان داد که جایگاه کروموزومی کژانگشتی  3q11.2-q13.12 است.